# Chu Thúy Quỳnh
Chu Thúy Quỳnh (sinh ngày 10 tháng 10 năm 1941) là một diễn viên, biên đạo múa và đạo diễn chương trình, từng đảm nhiệm chức vụ Chủ tịch Hội Nghệ sĩ Múa Việt Nam, Giám đốc Nhà hát ca múa nhạc Việt Nam và Đại biểu Quốc hội Việt Nam khóa IV, VIII, IX, X. Bà được Nhà nước Việt Nam trao tặng danh hiệu Nghệ sĩ nhân dân vào năm 1988, Giải thưởng Nhà nước về văn học nghệ thuật vào năm 2001 và Giải thưởng Hồ Chí Minh về văn học nghệ thuật vào năm 2017.

## Tiểu sử
Chu Thúy Quỳnh sinh ngày 10 tháng 10 năm 1941 tại xã Thanh Liệt, huyện Thanh Trì, thành phố Hà Nội, là hậu duệ của danh nhân Chu Văn An. Năm 14 tuổi, bà thi tuyển vào Đoàn Ca múa nhân dân Trung ương, trúng tuyển cùng đợt với Xuân Quỳnh. Bà đã cùng Xuân Quỳnh đi biểu diễn lần đầu tiên tại Hải Phòng sau khi Quân đội Pháp rút quân khỏi đây, sau đó đi công tác dài ngày lên Tây Bắc và về nông thôn biểu diễn trong giai đoạn Cải cách ruộng đất tại miền Bắc Việt Nam.
Năm 1958, Chu Thúy Quỳnh bắt đầu chính thức đi học múa. Năm 1960, bà đóng vai chính trong vở kịch múa "Tấm Cám", đây là 1 trong 3 vở kịch múa đầu tiên của Việt Nam. Thập niên 1960, bà công tác tại Đoàn ca múa nhân dân Trung ương, là diễn viên múa chính của đoàn với những tác phẩm múa như "Cánh chim và ánh mặt trời" (Thái Ly), "Tiếng gọi quê hương", "Gặp gỡ bên mâm pháo",... Cũng trong thời gian này, bà đã cùng đoàn đi biểu diễn tại nhiều nơi trên chiến trường miền Nam như Quân khu 4 và nhiều vùng giáp ranh chiến sự, đồng thời còn biểu diễn tại nhiều nước như Nhật Bản, Pháp, Cuba, Algeria. Bà còn nhiều lần được biểu diễn trước Chủ tịch Hồ Chí Minh.
Năm 1983, bà đi học múa cổ điển tại Ấn Độ khi đã hơn 40 tuổi. Sau khi đi tu nghiệp ở Ấn Độ, bà trở về Việt Nam và giữ cương vị Giám đốc Nhà hát Ca múa nhạc Trung ương. Năm 1994, Chu Thúy Quỳnh giữ cương vị Tổng thư ký Hội Nghệ sĩ Múa Việt Nam khoá II và tiếp tục giữ chức vụ này trong khóa tiếp theo. Tại Đại hội Đại biểu toàn quốc Hội Nghệ sĩ Múa Việt Nam lần thứ IV, chức vụ Tổng thư ký được đổi thành Chủ tịch, Chu Thúy Quỳnh tiếp tục được bầu làm Chủ tịch hội, bà tiếp tục đảm nhận chức vụ này tại khóa V và VI. Tại Đại hội Đại biểu toàn quốc Hội Nghệ sĩ Múa Việt Nam lần thứ VII, nhiệm kỳ 2020–2025, chức vụ này được kế nhiệm bởi Nghệ sĩ nhân dân Phạm Anh Phương. Bà còn là Đại biểu Quốc hội Việt Nam trong 4 khoá IV, VIII, IX và X và là nữ Đại biểu Quốc hội đầu tiên của ngành Múa Việt Nam. Hiện nay, bà là Phó Chủ tịch Hội hữu nghị Việt Nam – Ấn Độ tại Hà Nội, đồng thời là một trong những người sáng lập và là Ủy viên Hội Cứu trợ Trẻ em Tàn tật Việt Nam.
Ngoài công tác quản lý, Chu Thuý Quỳnh còn hoạt động trên nhiều lĩnh vực. Với vai trò biên đạo múa, bà đã sáng tác nhiều tác phẩm đạt giải thưởng cao của Hội nghệ sĩ múa như "Hoa Tràng An", "Vũ khúc đàn T'rưng", "Hương xuân", "Trống hội", "Những cô gái Việt Nam",... Bà còn là nhà nghiên cứu phê bình múa, tác giả của nhiều giáo trình múa và các công trình nghiên cứu. Sau khi đảm nhận chức vụ tổng đạo diễn, bà chỉ huy nhiều chương trình lớn như Kỷ niệm 100 năm ngày sinh Chủ tịch Hồ Chí Minh; Đại hội Đảng Cộng sản Việt Nam lần thứ VI, VII, VIII; Hội nghị cấp cao các nước nói tiếng Pháp; Hội nghị cấp cao các nước ASEAN; Cúp Bóng đá ASEAN Tiger 1998; Kỷ niệm 990 năm Thăng Long – Hà Nội (cùng với Phạm Thị Thành); Chương trình khai mạc và bế mạc Đại hội Thể thao Đông Nam Á 2003;...
Chu Thúy Quỳnh được Nhà nước Việt Nam phong tặng danh hiệu Nghệ sĩ nhân dân vào năm 1988. Bà còn có được 4 Bằng khen của Thủ tướng Chính phủ, 2 Huy hiệu Bác Hồ. Năm 1998, bà được tặng thưởng Huân chương Lao động hạng Nhất. Năm 2001, bà được trao tặng Giải thưởng Nhà nước đợt II về văn học nghệ thuật. Ngày 17 tháng 6 năm 2010, bà được chính phủ Nhật Bản trao tặng Huân chương Mặt trời mọc, trở thành người thứ 3 tại Việt Nam nhận được huân chương này, sau Thủ tướng Phan Văn Khải và Phó Thủ tướng Vũ Khoan. Năm 2015, bà nhận danh hiệu "Công dân thủ đô ưu tú". Đến năm 2017, bà tiếp tục được trao tặng Giải thưởng Hồ Chí Minh đợt V về văn học nghệ thuật.

## Đời tư
Năm 1964, Chu Thúy Quỳnh kết hôn với Nguyễn Mạnh Hùng, cũng là một nghệ sĩ múa, hai người quen biết nhau khi bà đến thi tuyển vào Đoàn ca múa Nhân dân Trung ương. Họ sinh được 1 người con trai tên Nguyễn Hải Linh vào năm 1968, hiện nay là Giám đốc Nhà hát Ca múa nhạc Việt Nam và đã được phong tặng danh hiệu Nghệ sĩ ưu tú. Năm 1983, Chu Thúy Quỳnh nhận được học bổng sang Ấn Độ để học múa, chỉ chưa đầy một năm sau, Nguyễn Mạnh Hùng đột ngột qua đời. Đến năm 1984, Chu Thúy Quỳnh được Nhà nước phong tặng danh hiệu Nghệ sĩ ưu tú, Nguyễn Mạnh Hùng cũng được truy tặng danh hiệu này.